# Las Navas (Filipinas)
Las Navas es un municipio filipino de cuarta clase, perteneciente a la provincia de Sámar del Norte, en las Bisayas Orientales.

## Toponimia
El lugar se conoció en el pasado como «Binontuan». El título actual puede aparecer referido como «Las Navas» y «Navas».

## Historia
Fue parte de Catubig hasta 1863. Hacia el año 1865, el lugar, por entonces perteneciente a la provincia de Sámar, tenía contabilizada una población de 2428 habitantes. Aparece descrito en el Estado geográfico, topográfico, estadístico, histórico-religioso, de la santa y apostólica provincia de S. Gregorio Magno (1865) de Félix de Huerta con las siguientes palabras:

NAVAS. Este pueblo, llamado antes Binontuan, que significa sitio donde antes existió pueblo, cuyo nombre tomó por haberse fundado en el mismo terreno donde antiguamente estuvo el pueblo de Catubig, del cual fué visita hasta el año de 1850 en lo civil y en lo espiritual fué separado el 12 de Marzo de 1863 con el nombre de Navas. Se halla situado á los 12° 22' latitud, en terreno llano, á la derecha de un caudaloso río que toma el nombre del pueblo. Confina por N. con el pueblo de Catubig, á unas dos leguas y en lo restante se halla rodeado de rancherías infieles. El clima es húmedo, frio y poco sano, hallándose diariamente cubierto de una densa niebla que sale del rio. Las enfermedades mas comunes son las hidropesías. Se surten de aguas del citado rio, que es cristalina y delgada, pero en tiempos de avenidas la toman de un arroyo que baja del monte Tatangbang, un poco distante. Se comunican con el pueblo de Catubig por el rio, que es navegable, aunque para casos urgentes hay una mala senda, asi como otras varias que existen para comunicarse con los infieles. El correo se recibe de la cabecera cuando se proporciona. La Iglesia, con la advocacion de la Natividad de Nuestra Señora, es de tabla, igualmente que la casa parroquial, el tribunal y una escuela de primera enseñanza, dotada por las cajas de Comunidad. Depende de este pueblo una visita llamada Poponton, situada el S. como dos leguas, la cual se fundó el año de 1823, por un anciano llamado Timoteo y otra denominada Napauala, fundad el año de 1824 por un capitan de Catubig llamado D. Tomás Simon. Por escasez de religiosos se halla servido este pueblo por el R. P. Cura de Catubig. El término de este pueblo no tiene límites marcados mas que por la parte del N. Por lo restante se dejan ver dilatados montes y estensas llanuras, con abundantes y buenas maderas de construccion y ebanisteria, palmas, bejucos, escelentes pastos, muchas raices alimenticias, cera, brea y caza de toda clase. Dicho término se halla bañado por multitud de rios, mas ó menos caudalosos, y como á legua y media del pueblo existe una laguna que aseguran tener sobre seiscientos piés de profundidad y como media legua de bojeo, en la que abunda el pescado y es origen del famoso rio que baña el pueblo. El terreno cultivado produce mucho arroz y abacá. Sus naturales se dedican á la agricultura y beneficio del abacá, y las mugeres al tejido de guinaras, cuyos productos esportan para el mercado de Manila y el arroz sobrante para la provincia de Albay.
(Huerta, 1865, pp. 324-325)

En la actualidad, pertenece a la provincia de Sámar del Norte. En 2020, tenía censados 36 621 habitantes.